# 野村尚吾
野村 尚吾（のむら しょうご、1912年1月2日 - 1975年5月15日）は、日本の編集者、作家、評論家。本名・利尚。

## 来歴
富山県富山市生まれ。早稲田大学英文科卒業。在学中から『早稲田文学』の編集に携わる。早稲田大学卒業後、毎日新聞社出版部に勤務。1940年、『嫩葉の木立』を刊行して作家デビュー。以後、『早稲田文学』を中心に作品を発表。戦後、谷崎潤一郎の担当となり、1949年、毎日新聞への「少将滋幹の母」連載、1962年、「サンデー毎日」連載の「台所太平記」を担当する。1950年、「遠き岬」で、1960年、「花やあらむ」で芥川賞候補、1962年、『乱世詩人伝』で直木賞候補、1963年、『戦雲の座』で直木賞候補、小説新潮賞受賞。1972年、『伝記谷崎潤一郎』で毎日出版文化賞受賞。山岳関係の著書が多い。

## 著書
- 新人文学叢書 嫩葉の木立 宮越太陽堂書房, 1940
- 密室の人 北辰堂, 1954
- アルプスの見える庭 朋文堂, 1958
- 乱世詩人伝 有紀書房, 1962
- 北陸周遊券旅行 秋元書房, 1962 (トラベル・シリーズ)
- 戦雲の座 河出書房新社, 1963
- 私たち登山部 秋元書房, 1964
- 天田五郎の生涯 講談社, 1965
- 秘境西域を行く 講談社, 1966 (ハウ・ツウ・ブックス)
- 豪商 角倉了以を中心とする戦国大商人の誕生 毎日新聞社, 1968
- アルプスの見える庭 スキージャーナル, 1971
- 伝記谷崎潤一郎 六興出版, 1972
- 週刊誌五十年 毎日新聞社, 1973
- 谷崎潤一郎の作品 六興出版, 1974
- 浮標燈 集英社, 1974